# Mantispa simplex
Mantispa simplex är en insektsart som beskrevs av Hermann Stitz 1913. Mantispa simplex ingår i släktet Mantispa och familjen fångsländor. Inga underarter finns listade i Catalogue of Life.